# الاتصالات في الكويت
تسيطر حكومة دولة الكويت ممثلة بوزارة المواصلات على قطاع الهواتف الأرضية، بينما يوجد 3 شركات تقوم بتقديم خدمات الهاتف المحمول، وهي شركات تساهم بهم الحكومة بنسبة معينة إلا أنهم يعتبرون من ضمن إدارة القطاع الخاص، والشركات التي تقوم بتقديم هذه الخدمات هي شركة زين وهي أول شركة أسست في الكويت لتقديم هذه الخدمات حيث تم تأسيسها بعام 1983، والشركة الثانية هي الشركة الوطنية للاتصالات والتي أسست بعام 1997 وبدأت عملها بعام 1999 وبذلك تكون ثاني شركة تقدم خدمات الهواتف المحمولة في الكويت، وهي مملوكة من شركة أوريدو القطرية بعد شراء 51% من أسهمها بقيمة 967 مليون دينار كويتي (4.600 دينار كويتي للسهم). والشركة الأخيرة هي فيفا للاتصالات والتي بدأت العمل بعام 2008.

## معلومات عامة
عدد الخطوط المستخدمة:
510,300 (2005)
عدد الهواتف المتنقلة:
2.7 مليون (2007)
 نظام الهواتف:

 التقييم العام:
نوعية الخدمة الممتازة

 الداخلية:
سنترالات هاتفية جديدة توفر قدرة كبيرة للمشترك جديد، ويعمل نظام الهاتف الخليوي في جميع أنحاء الكويت، وتفتر الكويت لخدمة الهاتف ذو الدفع المسبق.

الدولي:
تصل الشبكة إلى السعودية وإلى باقي دول الخليج العربي عن طريق الألياف البصرية، تمتلك الكويت 3 محطات أرضية والعديد من القنوات على الأقمار (عرب سات نيل سات هوت بيرد)
بث المحطات الإذاعية:
AM 6, FM 11, الموجة القصيرة 1 (1998)
الإذاعة:
1.175 مليون (1997)
بث المحطات التلفزيونية:
13 (1997)
التلفاز:
875,000 (1997)
 مزودو خدمات الإنترنت:
4 (2005)
مستخدمو الإنترنت:
700,000 (2005)
رمز البلد: kw